# Jazz im Palmengarten
Jazz im Palmengarten ist eine seit 1959 durchgeführte musikalische Veranstaltungsreihe mit Jazz-Musik im Palmengarten der Stadt Frankfurt am Main. Heute gilt sie als das älteste kontinuierlich durchgeführte Open-Air-Jazzfestival weltweit. Die Reihe „hat geholfen, den Ruf der Stadt als aufgeschlossene Kultur-Metropole im In- und Ausland zu festigen.“

## Geschichte

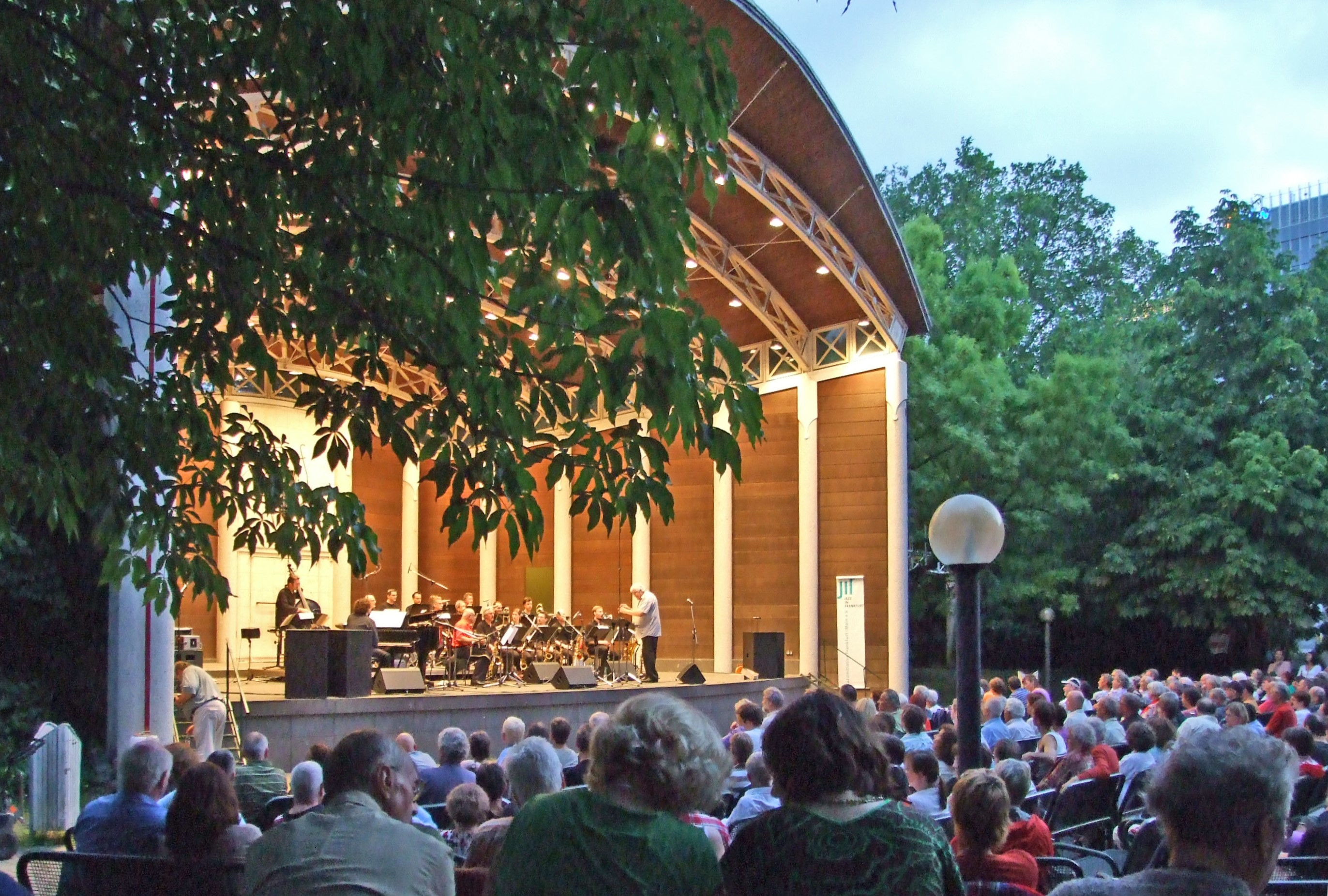
Jazz im Palmengarten: Wilson de Oliveira und die Frankfurt Jazz Big Band in der Konzertmuschel (2009)

Die Geschichte der Veranstaltungsreihe Jazz im Palmengarten begann nach dem Ende des Zweiten Weltkriegs. Ebenso wie weitere Liegenschaften im Frankfurter Stadtteil Westend gehörte der seit 1868 bestehende Palmengarten ab 1945 zu einem militärischen Sperrgebiet, das die US-Streitkräfte in Europa für sich beanspruchten. Während der Besatzungszeit, zwischen 1945 und 1948, hatten die US-amerikanischen Besatzungstruppen samstags Jazz-Konzerte, die im Palmengarten stattfanden, über den Soldatensender AFN übertragen; hier spielten Musiker wie Eugen Henkel. Ab 1953 gehörte der Palmengarten wie zuvor wieder zum Verantwortungsbereich der Stadt Frankfurt.
Im Jahr 1959 wollte der damalige Direktor des Palmengartens, Fritz Encke, vor allem junge Leute in die botanische Anlage locken. Als er sich an den Frankfurter Jazz-Musiker Albert Mangelsdorff mit der Idee wandte, ein Jazzkonzert in der Konzertmuschel des Parks zu veranstalten, verwies der auf Werner Wunderlich von der Deutschen Jazz Föderation. Der war daran interessiert, auch die überwiegend älteren Besucher des Palmengartens mit dem Jazz bekannt zu machen. Am 3. Juli 1959 fand das erste Konzert statt; es spielte das hr-Jazzensemble. Wegen des großen Zuspruchs durch Publikum und Kritik wurde Wunderlich 1960 beauftragt, zwei weitere Konzerte zu organisieren. Im Lauf der Jahre wuchs die Reihe auf bis zu zehn Konzerte, die jährlich zwischen Mai und September im zweiwöchentlichen Turnus veranstaltet wurden. Während in den 1970er Jahren die Konzerte bei schlechtem Wetter ersatzweise im Festsaal des Palmengartens stattfanden, wurden später aufgrund strafferer Budgets die Konzerte auch bei Regen Open Air in der Konzertmuschel veranstaltet.
Bis 2002 leitete Wunderlich die Reihe ehrenamtlich. Durch seine guten Kontakte und weil es sich um eine Non-Profit-Veranstaltung handelte, konnte er auch hochbezahlte Musiker dazu bewegen, für wesentlich niedrigere als ihre üblichen Gagen aufzutreten. Es spielten zum Beispiel Pat Metheny, Chick Corea, Gary Burton, Lee Konitz, John Scofield, Abdullah Ibrahim, Woody Shaw, John Carter, James Newton und Charles Lloyd. Daneben traten europäische Musiker wie Eje Thelin, Zbigniew Seifert und John Tchicai auf. Jährlich gab es ein Konzert, in dem Albert Mangelsdorff in unterschiedlichen Konstellationen (etwa mit Elvin Jones oder Joachim Kühn) auftrat; auch weitere heimische Musiker stellten sich und ihre Bandprojekte vor, Christof Lauer ebenso wie Günter Lenz. Zunächst entsprach der Preis der Eintrittskarten für die Konzerte dem regulären Eintrittspreis in den Park. Dennoch überstiegen die Einnahmen aus den Kartenverkäufen „bei attraktiven Konzerten deutlich die Ausgaben.“
Im Jahr 2003 wurde die künstlerische Leitung von der Jazzinitiative Frankfurt übernommen, die die Reihe mit sechs Konzerten pro Saison bis heute betreut. Mittlerweile ist der Eintrittspreis für die Veranstaltung doppelt so hoch wie der einer regulären Eintrittskarte in den Park. Wie bei den Beratungen zum kommunalen Haushalt 2014 bekannt wurde, soll der städtische Zuschuss für die Konzertreihe gestrichen werden. Faktisch würde dies das Aus des Festivals bedeuten. Die Konzertreihe wird jedoch zunächst aus dem Etat des Palmengartens finanziert. Der Direktor des Palmengartens, Matthias Jenny, erklärte anlässlich der Eröffnung der Saison 2014 am 19. Juni die Finanzierung für gesichert und wünschte dem Jazz im Palmengarten 55 weitere erfolgreiche Jahre.